# とよみ生協病院

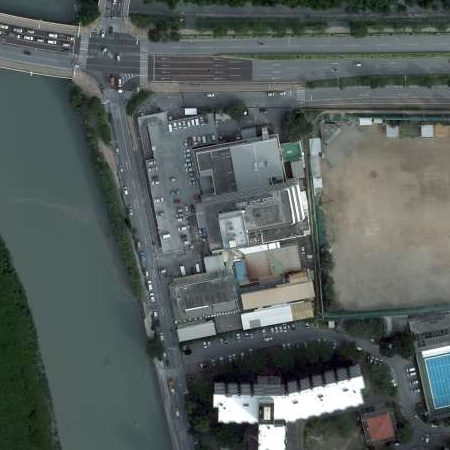

とよみ生協病院（とよみせいきょうびょういん）は、沖縄医療生活協同組合が沖縄県豊見城市真玉橋に設置する病院。
全日本民主医療機関連合会（民医連）加盟病院。院内に沖縄医療生活協同組合の本部を置く。

## 診療科
- リハビリテーション科（回復期リハビリ病棟:48床、一般病棟:37床[2]）

## 医療機関の指定・認定
- 保険医療機関[3]
- 労災保険指定医療機関[3]
- 指定自立支援医療機関（更生医療・育成医療）[3]
- 身体障害者福祉法指定医の配置されている医療機関[3]
- 生活保護法指定医療機関[3]
- 結核指定医療機関[3]
- このほか、各種法令による指定・認定病院であるとともに、各学会の認定施設でもある。

## 関連施設
- 沖縄協同病院（もとは当院の位置に所在していた。那覇市古波蔵4-10-55へ新築移転。）
- 中部協同病院